# Drehgestelllokomotive

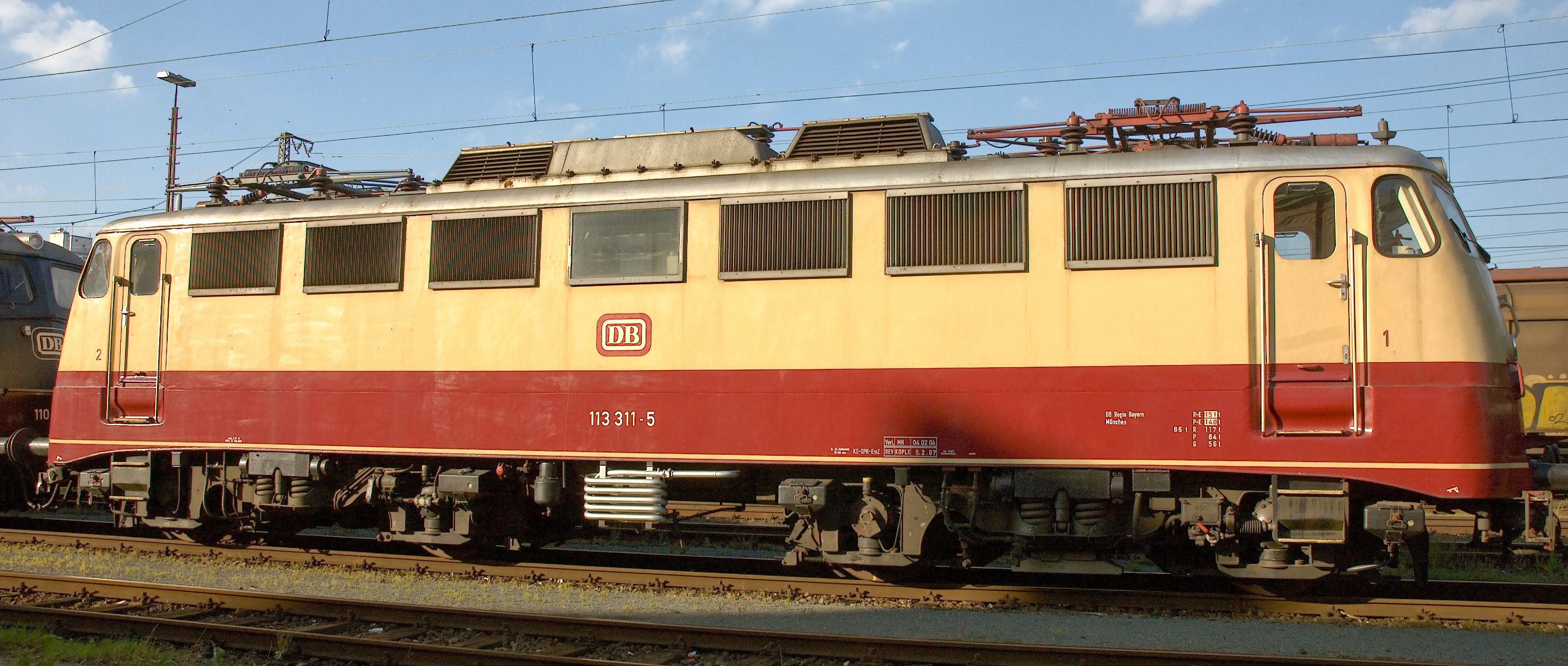
DB-Lok Baureihe 113 mit zwei Drehgestellen mit je zwei Treibradsätzen

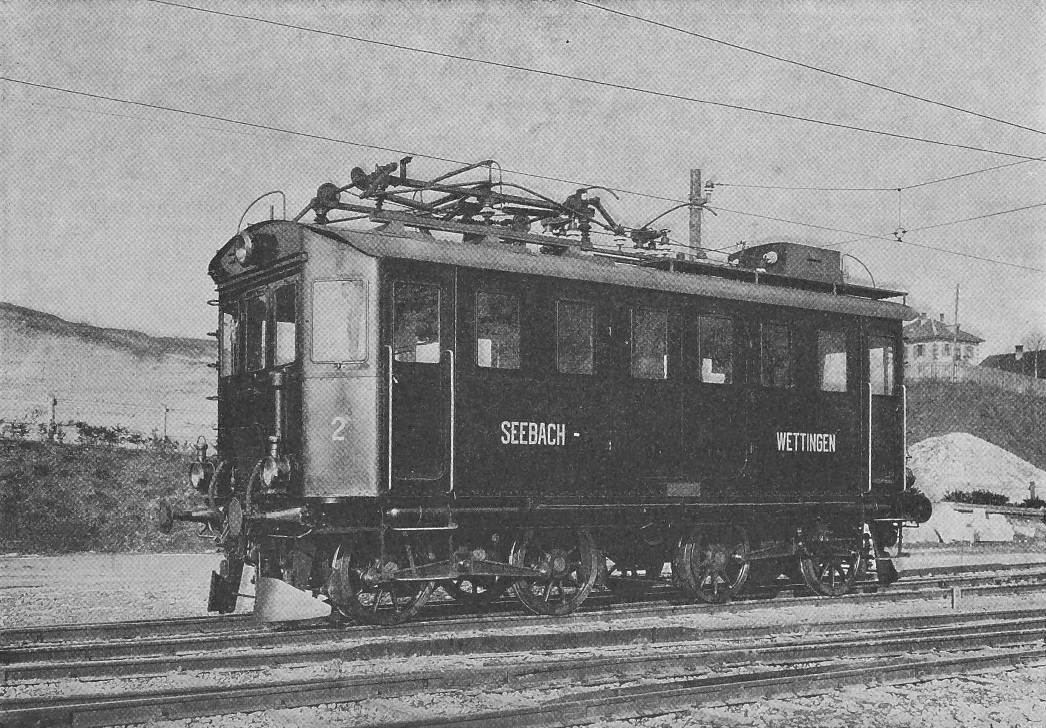
Bereits die erste 1905 gebaute Einphasen-Wechselstromlokomotive MFO Fc 2x2/2 2 war eine Drehgestelllokomotive.

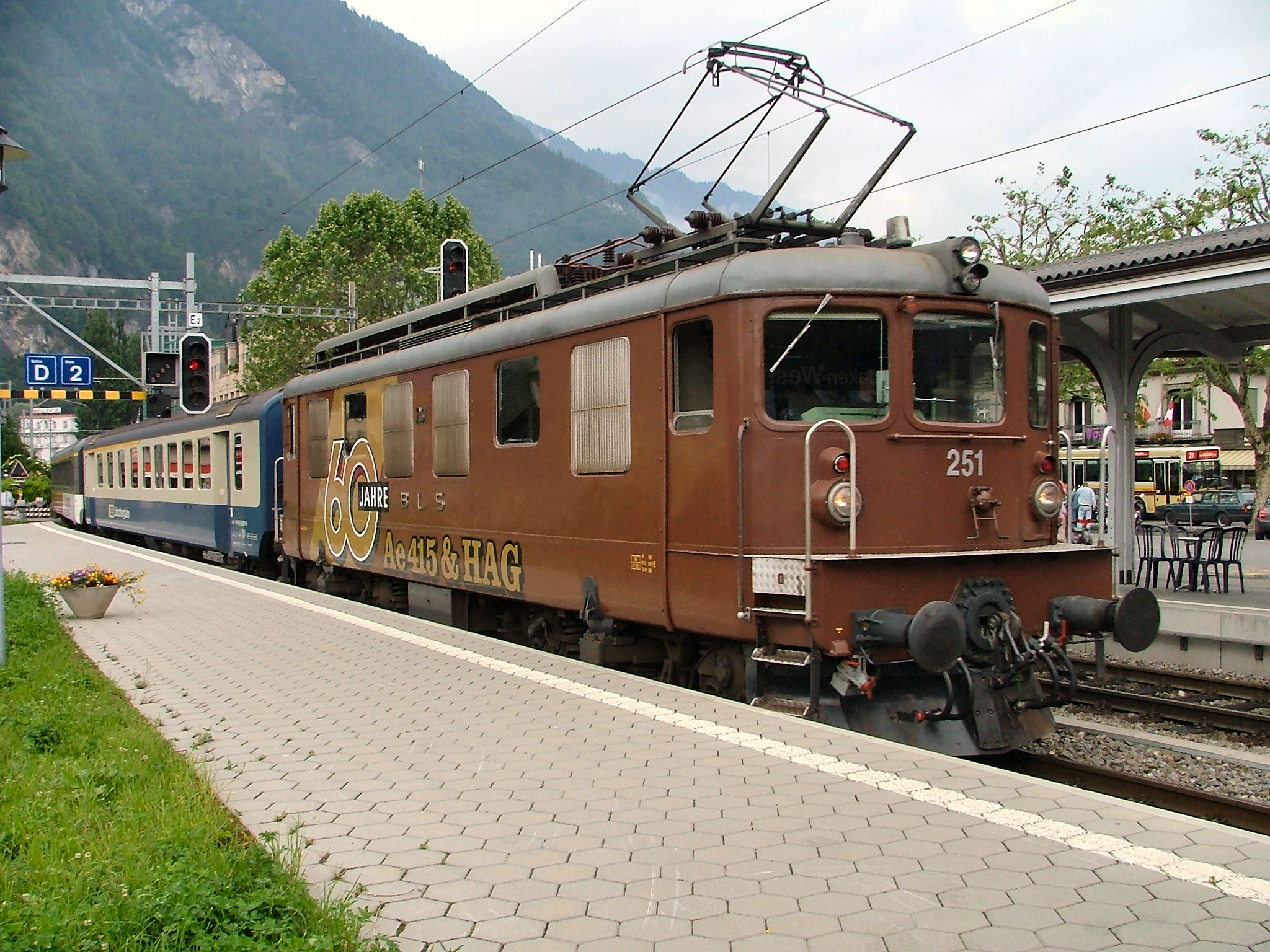
Die BLS Ae 4/4 wurde zur Vorläuferin der vierachsigen Drehgestelllokomotive, die sich nach dem Zweiten Weltkrieg in ganz Europa durchsetzte.

Eine Drehgestelllokomotive ist eine Lokomotive, deren Fahrgestell sich aus zwei oder mehr Drehgestellen mit den darin gelagerten Radsätzen zusammensetzt. Lokomotiven, deren Räder gemeinsam direkt in einem tragenden Hauptrahmen gelagert sind, werden als Rahmenlokomotive bezeichnet.
Dampflokomotiven mit Triebdrehgestellen werden als Gelenklokomotiven bezeichnet.
Ein Zwischenschritt von den Rahmenlokomotiven zu den echten Drehgestelllokomotiven sind mehrteilige Lokomotiven, die wie die Gelenklokomotive aufgebaut sind. Die bekannteste Bauform solcher Lokomotiven ist sicher das Krokodil. Bei diesen Zwischenformen sind die Fahrgestelle noch wie bei einer Rahmenlokomotive aufgebaut, welche auch die Zug- und Stoßkräfte vollständig aufnehmen müssen, sind aber schon mehrteilig und gelenkig über ein Mittelteil miteinander verbunden. Bei den meisten heute gebauten Drehgestelllokomotiven gehen die Längskräfte nur durch den Lokomotivkasten, die Zug- und Stoßvorrichtungen sind also an dem Lokomotivkasten angebracht und nicht an den Drehgestellen. Bis in die 1960er-Jahre wurden aber zahlreiche Drehgestelllokomotiven gebaut, bei denen die Zug- und Stoßvorrichtungen an den Drehgestellen angebracht sind, beispielsweise die deutsche E 44, die österreichische 1245, die schweizerischen Be 4/4, RhB Ge 4/4 I und RhB Ge 6/6 II.

## Moderne Drehgestelllokomotiven
Elektro- und Diesellokomotiven werden seit den 1950er-Jahren in der Regel als laufachsenlose Drehgestelllokomotiven konstruiert. Die drehbar am Rahmen befestigten Drehgestelle ermöglichen auch längeren Fahrzeugen einen guten Kurvenlauf. Der (Boden-)Rahmen, die Seitenwände und die beiden Endführerstände bilden zusammen einen selbsttragenden Kasten. Insbesondere Rangier- und auch Strecken-Diesellokomotiven werden auch mit einem Mittelführerstand gebaut.
Bei den modernen Drehgestelllokomotiven sind verschiedene Bauarten verbreitet:
- Die Mehrheit der modernen Lokomotiven ist vierachsig. Sie haben zwei zweiachsige Triebdrehgestelle, in denen je zwei Triebradsätze eingebaut sind. Diese Maschinen haben die Achsfolge B0’B0’ (oder B’B’ bei mechanischem Gruppenantrieb).
- Bei den sechsachsigen Drehgestelllokomotiven kommt sowohl die Bauart mit zwei dreiachsigen Drehgestellen (Achsfolge C0’C0’, z. B. DB-Baureihe 103) als auch mit drei zweiachsigen Drehgestellen (Achsfolge B0’B0’B0’, z. B. FS E.656) vor. Die Bauart B0’B0’B0’ ist für kurvenreiche Strecken vorteilhafter.
- Selten sind fünfachsige Maschinen mit einem dreiachsigen und einem zweiachsigen Drehgestell. Sie haben die Achsfolge C0’B0’ beziehungsweise C’B’.[1]

## Geschichtliche Entwicklung
Beim Bau der ersten Elektrolokomotiven suchten die Konstrukteure nach technischen Lösungen und entwickelten sehr unterschiedliche Bauarten: Nebst Rahmen- und Gelenklokomotiven wurden auch Drehgestelllokomotiven konzipiert. Bei den meisten Bauarten waren damals wegen des großen Gewichts der elektrischen Ausrüstung Laufachsen üblich, die das Fahrzeug sicher im Gleisbogen führen sollten. Im oberen Leistungsbereich waren zu Anfangszeiten die Motoren noch so groß, dass sie nicht wie heute üblich komplett im Drehgestell untergebracht werden konnten, sondern in den Maschinenraum hinein ragten. Meistens wurden auch noch kein Einzelachsantrieb eingebaut, sondern Gruppenantriebe. Bei der BLS Ce 6/6 beispielsweise trieb ein einzelner Fahrmotor über einen Stangenantrieb alle Achsen im Drehgestellrahmen an. Die Anwendung des Einzelachsantrieb beschränkte sich damals noch auf die eher leistungsschwachen Triebwagen. 
Im Laufe der Zeit konnte einiges an Gewicht eingespart werden, so dass 1927 mit der BBÖ 1170 die erste laufachslose Drehgestelllokomotive mit Einzelachsantrieb im mittleren Leistungsbereich gebaut werden konnte. Dank eines selbsttragenden geschweißten Kastens unter Anwendung der Leichtmetallbauweise konnte kurz vor dem Zweiten Weltkrieg die erste laufachslose dieselelektrische Drehgestelllokomotive SBB Am 4/4 in Betrieb genommen werden. Die Weiterentwicklung für Elektrolokomotiven führte 1944 zur BLS Ae 4/4, der ersten laufachslosen vierachsigen Drehgestelllokomotive in der oberen Leistungsklasse. Die nach diesem Konzept nachgebauten Maschinen wurden zu den am weitesten verbreiteten Nachkriegslokomotiven Europas.